# Адемар (футболист)
Адемар Феррейра де Камарго Нето (порт.-браз. Adhemar Ferreira de Camargo Neto; род. 27 апреля 1972, Татуи, Сан-Паулу) — бразильский футболист, выступавший на позициях полузащитника и нападающего. Лучший бомбардир в истории клуба «Сан-Каэтано» (68 голов).

## Биография
Адемар начал карьеру в любительском клубе «Эстрела» из Порту-Фелис. Затем выступал за небольшие клубы — «Сан-Жозе», «Сан-Бенто». В 1996 году выступал за «Коринтианс», но в столь большой команде Адемару закрепиться не удалось, и уже в 1997 году он попал в состав «Сан-Каэтано», чьей легендой он станет впоследствии. Первоначально он действовал в полузащите, на левом фланге, а затем (уже после возвращения из краткосрочной аренды в 1998 году в клуб «Понта-Гросса») — в нападении.
2000 год стал поистине звёздным как для Адемара, так и для «Сан-Каэтано». Из-за срыва национального чемпионата был проведён розыгрыш Кубка Жоао Авеланжа, где «Азулао» пробивался в финал через сито плей-офф сначала Жёлтого модуля, а затем и финальной стадии. Сенсационное шествие команды, которая должна была выступать лишь в Серии C, было остановлено лишь клубным вице-чемпионом мира 2000 года «Васко да Гама», ведомым Ромарио. В итоге, Адемар с 22 голами стал лучшим бомбардиром турнира.
В 2001 году «Сан-Каэтано» вновь дошёл до финала чемпионата Бразилии, но Адемар уже перешёл в германский «Штутгарт». За 2 сезона в Бундеслиге Адемар отметился 9-ю забитыми голами.
Последние годы игровой карьеры Адемара прошли в постоянных разъездах между «Сан-Каэтано» и азиатскими командами. На данный момент Адемар работает спортивным комментатором.

## Достижения
- Вице-чемпион Бразилии (2): 2000, 2001
- Чемпион Лиги Паулисты (1): 2004
- Лучший бомбардир чемпионата Бразилии/Кубка Жоао Авеланжа (1): 2000